# Kritisk pædagogik
Kritisk pædagogik er en samfundskritisk, pædagogisk strømning. Eleverne skal rustes til at bekæmpe uretfærdighed. Målet er frigørelse.

## Kritisk bevidsthed
Kritikken rettes mod det frie marked og forbrugerismen. Her trækkes på bl.a. Marxismen og Frankfurterskolen. Det er ikke nok at leve et ukritisk og tilpasset liv. Man må stræbe efter mere end at passe sit job og hæve sin løn. Skolen må nære den kritiske bevidsthed. Eleven skal dannes, og blive en kritisk borger som kan se samfundets uret.
Paulo Freire var en af kritisk pædagogiks fædre. Han ville lære brasilianske bønder at læse og skrive. Men de skulle også lære at se kritisk på samfundet. Freire gjorde op med sparekassepædagogikken hvor lærerens viden føres ind i eleven, ganske som penge sættes i banken. Han mente at man i stedet burde vise eleven verden, som den ser ud:
| Citat                                             | Det er ikke overraskende, at sparekasseundervisning betragter mennesket som et tilpasningsdygtigt, medgørligt væsen. Jo mere eleverne arbejder med at opmagasinere de indskud som er betroet dem, jo mindre udvikler de kritisk bevidsthed som ville have været resultat af deres intervention i verden. | Citat |
| Paulo Freire om tilpasning og kritisk bevidsthed. | |       |

I Danmark havde den kritiske pædagogik sin storhedstid i 70'erne og 80'erne:
Dialektisk, struktureret pædagogik var et marxistisk bud. Man søgte at styrke børnenes klassebevidsthed. Erfaringspædagogikken satte også fokus på frigørelse og en bedre verden. Eleverne skulle selv styre deres tværfaglige projekter. Sådan ville man sikre at skolen gav mening. Oskar Negts forsøg på Glocksee-skolen i Hannover var til stor inspiration.

## Kritik af kritisk pædagogik
Nu får kritisk pædagogik selv kritik. Har det frigørende fokus ført til en individualistisk skole? Skolen slider i det for at give hver elev individuelt modspil. Men hvad med fællesskabet? Kan det endda tænkes at fokus på individet går markedets ærinde?
Projektarbejdsformen blev skabt i 70'erne som et modsvar til sparekassepædagogikken. Man tænkte skolens fag sammen med problemer i samfundet. Elever måtte lære kritisk "modbevidsthed". I vor tid er folkeskolen ikke et mål i sig selv, men en forberedelse til ungdomsuddannelse. "Det boglige" (akademiske) er i fokus, og projektarbejdet er kommet i ilden. Et projekt er ikke længere konkret. Børn må tænke over metode. Hidtil har den slags hørt til på universiteter. Er der tale om luftige, akademiske øvelser? Er folkeskolen unødigt elitær?

## Kritisk pædagogik i dag
På trods af kritikken er der stadig liv i kritisk pædagogik. Henry A. Giroux anses for en vigtig kritisk-pædagogisk filosof. Ifølge Giroux handler det i vor tid om samfunds- og miljømæssige problemer skabt af globaliseringen. Giroux' kritiske pædagogik er skeptisk overfor neoliberalismen. Udgangspunktet er at en verdensorden baseret på uhæmmet vækst og frihandel skaber ulighed og demokratisk underskud – lokalt og globalt. I dansk pædagogik kender vi især den kritiske, globale vinkel fra Wolfgang Klafki, og hans kritisk-konstruktive didaktik er svær at komme udenom på en læreruddannelse. Kritisk pædagogik bør altså ikke ses som et overstået kapitel, men ses i sammenhæng med aktuel samfunds- og kapitalismekritik.

## Fodnoter
1. ↑  Distinktionen mellem tilpasning og dannelse behandles af den norske filosof Jon Hellesnes. Se Hellesnes' to bidrag til Dale, 1997.
2. ↑  Freire, 1998, s. 189.
3. ↑  Broström & Rasmussen, 1981.
4. ↑  Negt, 1978
5. ↑  Krejsler, 2004. Se specielt Steinar Kvales bidrag.
6. ↑  Illeris, 1981.
7. ↑  Olsen, 2007.
8. ↑  Se bl.a. Giroux, 2001.
9. ↑  Klafki, 2001.
10. ↑  For en udlægning af kapitalismekritikkens aktuelle status, se Boltanski & Chiapello, 2007.